# Route nationale 138ter
La route nationale 138TER ou RN 138TER était une route nationale française reliant Saint-Jean-de-Thouars à Marans.
À la suite de la réforme de 1972, elle a été déclassée en RD 938TER en Charente-Maritime et dans les Deux-Sèvres, et en RD 938T en Vendée.

## Ancien tracé de Saint-Jean-de-Thouars à Marans (D 938ter)
- Saint-Jean-de-Thouars (km 0)
- Sainte-Gemme (km 8)
- Geay (km 12)
- Bressuire (km 26)
- La Forêt-sur-Sèvre (km 41)
- Saint-Pierre-du-Chemin (km 51)
- La Tardière (km 56)
- La Châtaigneraie (km 57)
- Pissotte (km 75)
- Fontenay-le-Comte (km 79)
- L'Île-d'Elle (km 99)
- Marans (km 103)